# Бланшрю
Бланшрю́ (фр. Blancherupt, нем. Bliensbach) — коммуна на северо-востоке Франции в регионе Гранд-Эст (бывший Эльзас — Шампань — Арденны — Лотарингия), департамент Нижний Рейн, округ Мольсем, кантон Мюциг. До марта 2015 года коммуна административно входила в состав упразднённого кантона Ширмек (округ Мольсем).
Площадь коммуны — 2,65 км², население — 29 человек (2006) с тенденцией к стабилизации: 39 человек (2013), плотность населения — 14,7 чел/км².

## Население
Население коммуны в 2011 году составляло 38 человек, в 2012 году — 38 человек, а в 2013-м — 39 человек.
| 1962 | 1968 | 1975 | 1982 | 1990 | 1999 | 2006 | 2008 | 2011 | 2012 | 2013 |
| ---- | ---- | ---- | ---- | ---- | ---- | ---- | ---- | ---- | ---- | ---- |
| 47   | 36   | 31   | 32   | 30   | 31   | 29   | 33   | 38   | 38   | 39   |

Динамика населения:

## Экономика
В 2010 году из 26 человек трудоспособного возраста (от 15 до 64 лет) 23 были экономически активными, 3 — неактивными (показатель активности 88,5 %, в 1999 году — 68,4 %). Из 23 активных трудоспособных жителей работали 20 человек (11 мужчин и 9 женщин), трое числились безработными (один мужчина и две женщины). Среди 3 трудоспособных неактивных граждан учеников либо студентов не было, один числился пенсионером, а ещё двое были неактивны в силу других причин.

## Достопримечательности (фотогалерея)
- Церковь